# Piloto de pruebas

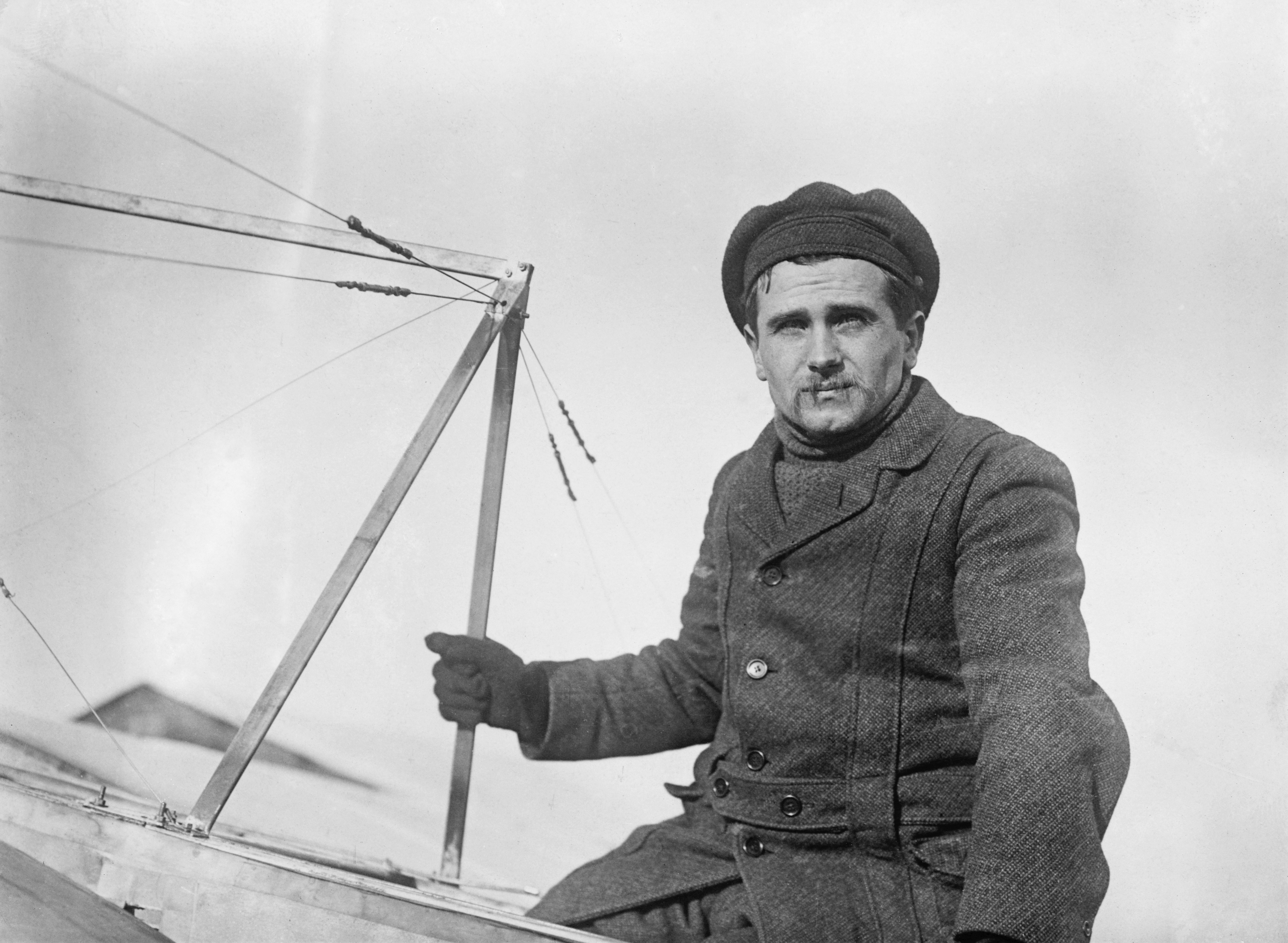
Léon Lemartin, el primer piloto profesional de pruebas del mundo, bajo contrato con Louis Blériot, cerca de 1910.

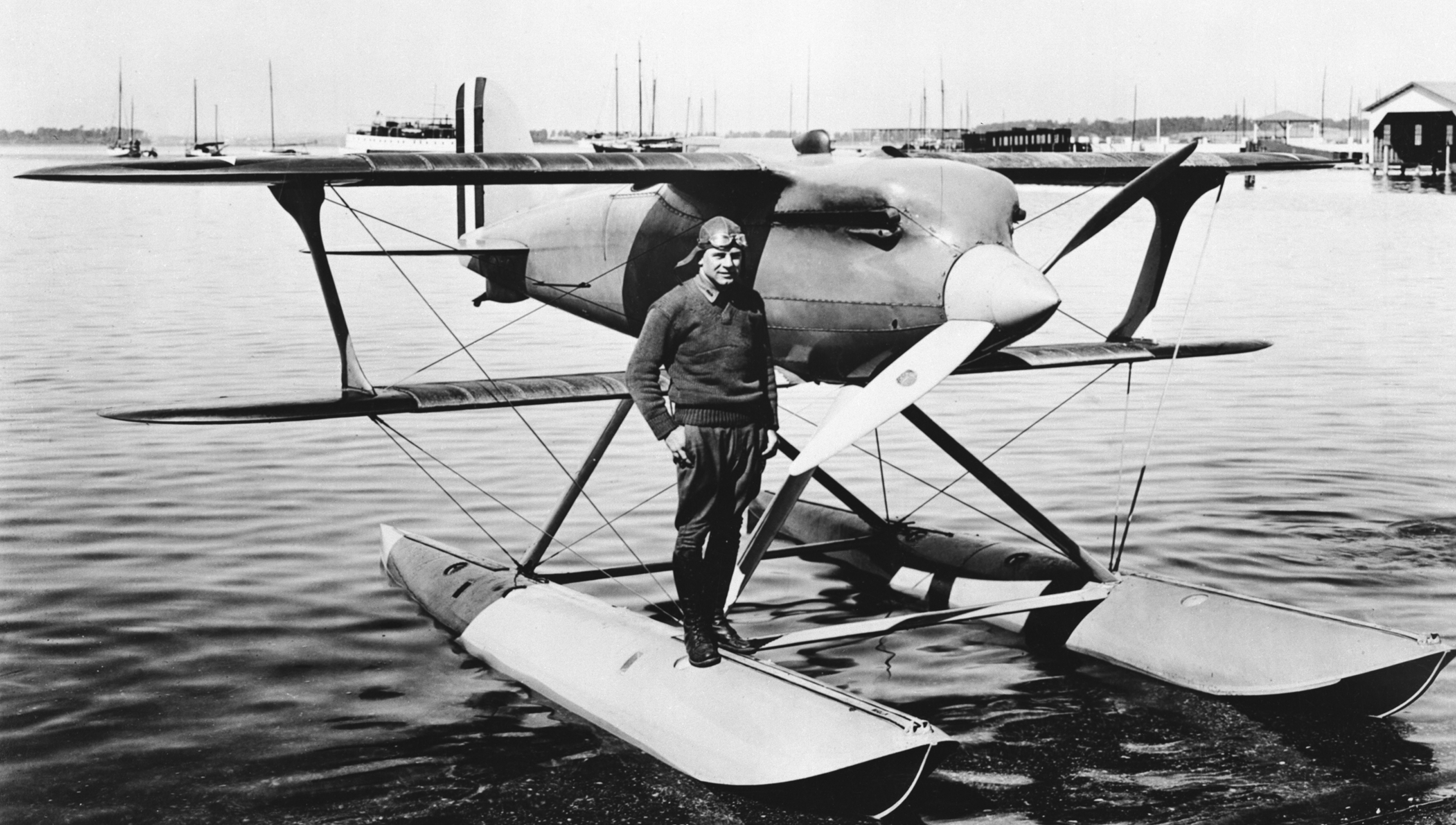
Jimmy Doolittle en 1928 con su Curtiss R3C-2, durante la época en la que fue pionero en volar a ciegas.

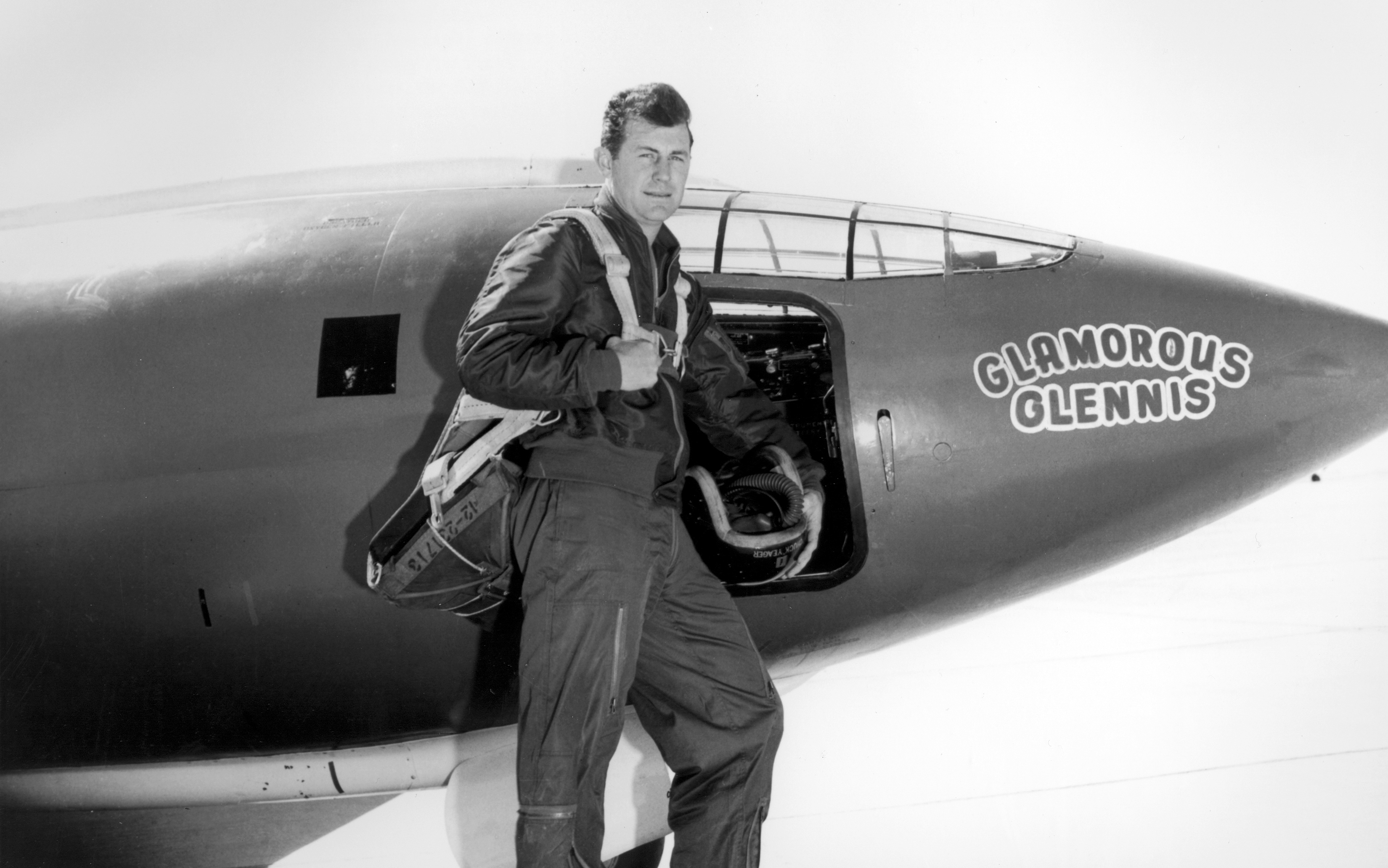
Chuck Yeager y el Bell X-1, primer piloto de pruebas en romper la barrera del sonido en 1947.

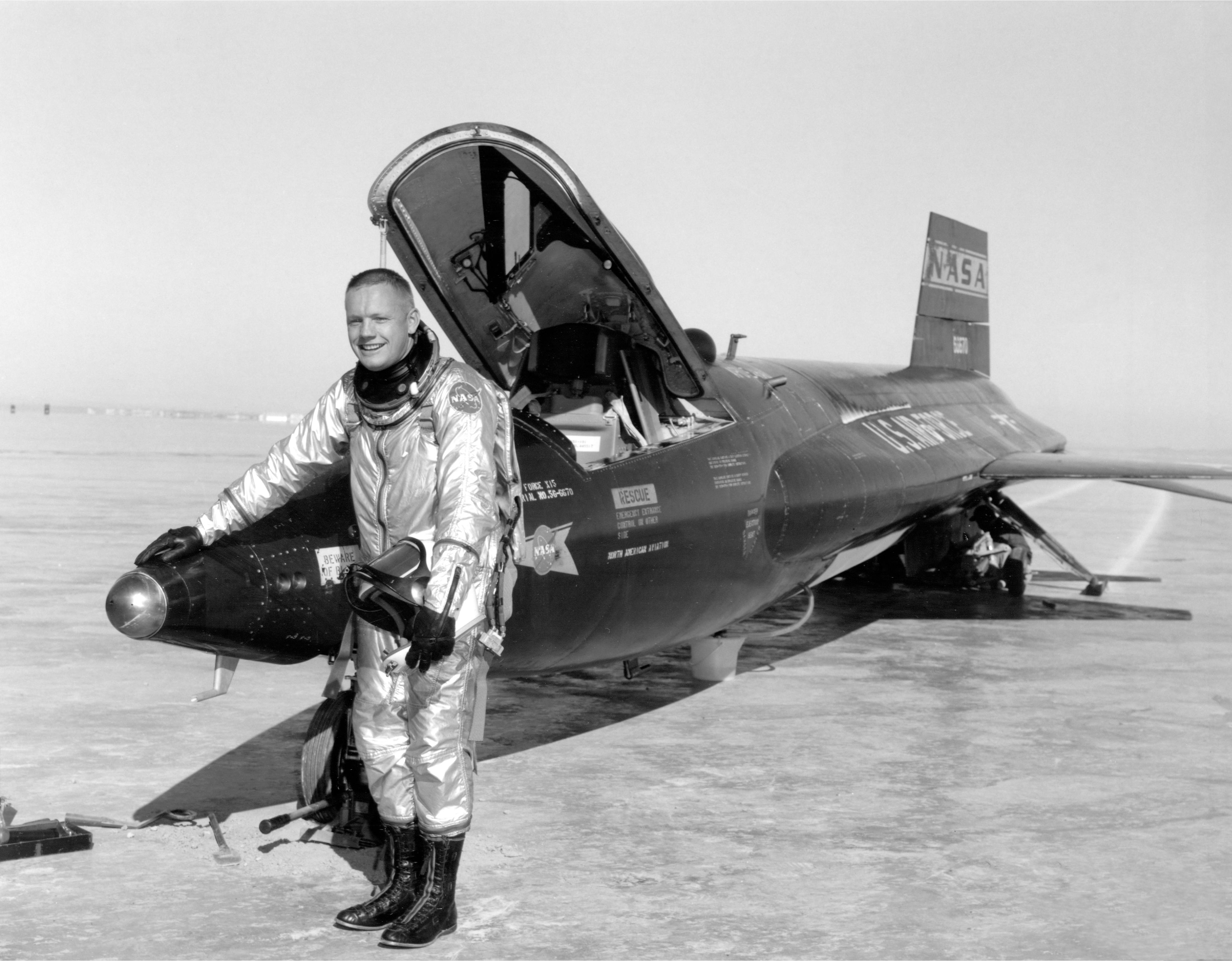
Neil Armstrong y el North American X-15 después de un vuelo de investigación en 1960.

Un piloto de pruebas es un piloto de aviación con formación adicional que pilota y evalúa aviones experimentales de reciente producción y modificados con el objetivo de efectuar maniobras específicas, conocidas como técnicas de pruebas de vuelo.

## Historia
El vuelo de prueba como actividad sistemática comenzó durante la Primera Guerra Mundial, en el Royal Aircraft Establishment (RAE) del Reino Unido. Se realizó un "Vuelo Experimental" en la Escuela Central de Vuelo (Central Flying School). Durante 1920 la RAE en el Reino Unido y el Comité Asesor Nacional para la Aeronáutica en Estados Unidos desarrollaron aún más los vuelos de prueba. En 1950 la NACA pasó a ser la Administración Nacional de la Aeronáutica y del Espacio, o NASA. Durante estos años, a medida que se trabajaba en la estabilidad de las aeronaves y en las cualidades de maniobrabilidad, los vuelos de prueba evolucionaron hacia una profesión científica más cualitativa. En los años 50 solía morir un piloto de pruebas por semana, pero los riesgos se han reducido drásticamente con el paso de los años gracias al avance de la tecnología aeronáutica, la optimización de las pruebas con base en tierra, las simulaciones para evaluar el rendimiento de las aeronaves, la tecnología fly-by-wire y, últimamente, con el uso de vehículos aéreos no tripulados para probar las características de las aeronaves experimentales. Aun así, pilotar aviones experimentales sigue siendo más peligroso que la mayoría de los demás tipos de vuelo.
Ante la insistencia del presidente Dwight D. Eisenhower, los primeros astronautas norteamericanos, los Mercury Seven, todos ellos fueron pilotos militares de pruebas, al igual que algunos de los astronautas posteriores.
La escuela de pilotos de pruebas más antigua del mundo es lo que ahora se llama Empire Test Pilots' School (lema "Learn to Test - Test to Learn"), en RAF Boscombe Down, en el Reino Unido. Hay una serie de establecimientos similares en todo el mundo. En Estados Unidos, la Escuela de Pilotos de Pruebas de la Fuerza Aérea está ubicada en la Base Aérea de Edwards, la Escuela Naval de Pilotos de Pruebas en la Estación Aeronaval de Patuxent River en Maryland y la EPNER (Ecole du Personnel Navigant d'Essai et de Reception), la escuela francesa de pilotos de pruebas, en Istres (Francia). Solo hay dos escuelas civiles; la Escuela Internacional de Pilotos de Pruebas en London (Ontario), y la Escuela Nacional de Pilotos de Pruebas, un centro docente sin ánimo de lucro en Mojave (California). En Rusia está la Escuela de Pilotos de Pruebas Fedotov de la industria de la aviación rusa (fundada en 1947), en Zhukovsky, dentro del Instituto de Investigación de Vuelo Gromov.

## Cualificaciones
- Tener conocimientos de un plan de prueba.
- Ceñirse a un plan de prueba pilotando un avión de manera muy específica.
- Documentar cuidadosamente los resultados de cada prueba.
- Tener una excelente familiarización con la aeronave y percatarse si se está comportando de manera extraña.
- Solventar diligentemente los problemas que puedan surgir si algo sale mal con la aeronave durante una prueba.
- Lidiar o hacer frente a muchos aspectos diferentes que pueden fallar al mismo tiempo.
- Informar de manera efectiva las observaciones que han sido detectadas durante las pruebas de vuelo a los ingenieros y dar parte de los resultados de ingeniería con la comunidad de pilotos, cerrando así la brecha entre quienes diseñan y construyen las aeronaves, así como con quienes utilizan la aeronave para cumplir una misión.
- Tener un excelente conocimiento de ingeniería aeronáutica para comprender cómo y por qué se prueban los aviones.
- Ser pilotos superiores a la media con excelentes habilidades analíticas y capacidades de volar con precisión mientras siguen un plan de vuelo.

Los pilotos de pruebas pueden ser pilotos de pruebas experimentales y de ingeniería (estos investigan las características de los nuevos tipos de aeronaves durante el desarrollo) o pilotos de pruebas de producción (esta es la función más mundana de confirmar las características de las nuevas aeronaves a medida que salen de la línea de producción). Muchos pilotos de pruebas desempeñan ambos roles durante sus carreras. Los pilotos de pruebas modernos a menudo reciben instrucción reglada en escuelas de pilotos de pruebas militares altamente selectivas, y otros pilotos de pruebas reciben formación y experiencia en instituciones civiles y/o programas de desarrollo de pilotos de pruebas por parte de los fabricantes de aeronaves.